# Sebastian Mielecki
Sebastian Mielecki herbu Gryf (zm. 1574) – kasztelan wiślicki (1547), starosta brzeski (1563), kasztelan krakowski (1568).

## Życiorys
Drugi syn Stanisława Mieleckiego oraz Elżbiety Tęczyńskiej. Od brata Jana Mieleckiego otrzymał kasztelanię wiślicką 13 maja 1547. Większość swego życia związany był ze stronnictwem Zygmunta Augusta. W grudniu 1548 był przy królu po zakończeniu sejmu piotrkowskiego, gdzie król bronił swojej decyzji o małżeństwie z Barbarą Radziwiłłówną. Wraz z królem wracał z Piotrkowa do Krakowa, spotykając w Nowym Korczynie, które to miasto leżało w granicach kasztelanii wiślickiej przybywającą do Krakowa Barbarę. 
Pomimo sprzeciwu Andrzeja Zebrzydowskiego, na polecenie królowej Bony, brał udział w poselstwie do Siedmiogrodu na wiosnę 1549. Celem poselstwa było wsparcie pozycji regentki Izabeli Jagiellonki siostry króla Polski, a matki Jana Zygmunta Zápolyi małoletniego króla Węgier. 
Brał czynny udział w obradach wielu sejmów: 
- sejm piotrkowski 1552
- sejm piotrkowski 1555
- sejm warszawski 1556/57
- sejm piotrkowski 1558/59
- sejm piotrkowski 1562/63 (na którym był sygnatariuszem przyłączenia księstw oświęcimskiego i zatorskiego do Korony)
- sejm warszawski 1563/64
- sejm lubelski 1566
- sejm lubelski 1569
- sejm konwokacyjny 1573
- sejm koronacyjny 1574

W 1563 posiadł starostwo brzeskie, zaś w 1568 został mianowany kasztelanem krakowskim. Jako przedstawiciel Korony Królestwa Polskiego podpisał akt unii lubelskiej 1569 roku. Był uczestnikiem zjazdu w Knyszynie 31 sierpnia 1572 roku. Przeciwnik obozu Henryka Walezego. Podpisał dyplom elekcji Henryka III Walezego. Uczestniczył w marcu 1574 w sejmie koronacyjnym. Był orędownikiem tolerancji religijnej.
Katolik opowiadający się za tolerancją. Pozostawał w dobrych stosunkach z Stanisławem Hozjuszem.

## Rodzina
Z małżeństwa z Zofią Kościelecką zawartego przed 17 lutego 1537 miał dwóch synów i trzy córki:
- Hieronima Mieleckiego
- Stanisława Mieleckiego
- Zofię żonę Stanisława Tarnowskiego
- Annę żonę Krzysztofa Krupskiego
- Katarzynę żonę Samuela Sienieńskiego